# ヴァージン・トレインズ・イースト・コースト
ヴァージン・トレインズ・イースト・コースト（Virgin Trains East Coast; VTEC、正式社名はEast Coast Main Line Company Limited）はかつて存在したイギリスの列車運行会社である。イースト・コースト本線を中心とした長距離列車ネットワークであるインターシティ・イースト・コースト・フランチャイズを運行していた。ステージコーチ・グループが90％、ヴァージン・グループが10%を出資していたが、イギリス国鉄民営化当初からの列車運行会社で同じブランドを用いていたヴァージン・トレインズやヴァージン・クロスカントリーとは異なり、ヴァージン・レール・グループ（当初はヴァージンが100%、1998年からはヴァージンが51%、ステージコーチが49%を出資）傘下ではなかった。
2015年3月1日に国営の最終手段運行事業者であったイースト・コーストから運行を引き継いだ。2023年までの契約で、運営権料として政府に対して総額33億ポンドを支払うことになっていたが、収入が想定を下回ったことから2018年6月23日に営業を終了し、国営のロンドン・ノース・イースタン・レールウェイに運行を引き継いだ。これは同フランチャイズにとって、3度目の経営難による早期終了であった。

## 沿革
2014年1月、運輸省は次期インターシティ・イースト・コースト・フランチャイズの運行事業者の候補としてファーストグループ、ケオリス／ユーロスター・インターナショナル・リミテッド、ステージコーチ・グループ／ヴァージン・グループの3組を発表した。同年11月、ステージコーチ・グループとヴァージン・グループの組が落札したことが発表され、8年間の契約で2015年3月1日からヴァージン・トレインズ・イースト・コーストとして営業を開始した。
2017年6月28日、ステージコーチ・グループはヴァージン・トレインズ・イースト・コーストの営業収入が想定を下回っており、政府に支払う運営権料を差し引くと累計2億ポンド程度の赤字であることを発表した。ステージコーチ・グループの株価はこれにより11%下落し、全英鉄道・海事・輸送従事者組合は再国営化を訴えたが、ステージコーチ・グループは2年以内に収益化が達成できるとした。
同年11月、クリス・グレイリング運輸大臣はヴァージン・トレインズ・イースト・コーストのフランチャイズが予定よりも3年早い2020年に終了する可能性があり、後継のフランチャイズとしてネットワーク・レールが整備・所有するインフラに対してより強い権限を持つ新しいタイプのフランチャイズであるイースト・コースト・パートナーシップが導入されることを発表した。ステージコーチ・グループは収入増が想定を下回った原因としてネットワーク・レールによるインフラ改良や運輸省が主導していた新型車両導入計画であるインターシティ・エクスプレス・プログラムの遅れを挙げたが、グレイリングはこれに対し、入札過程が構造上過大な収入予想を招きやすい構造になっていたことを認めつつも単なる予測ミスであるとした。早期終了は政府による民間企業の救済であるとして批判されると同時に、双方に原因があったことからどちらにとっても望ましいことだともされた。ステージコーチ・グループと運輸大臣は運行終了までは運営権料の支払いが契約通り行われること、そして不正が行われたわけではなかったことからステージコーチ・グループやヴァージン・グループが将来の入札に参加することが妨げられないことを認めた。
2018年2月、状況の悪化により契約終了が「数か月後」に再度前倒しされ、2020年からのイースト・コースト・パートナーシップの開始までのつなぎとしてヴァージン・トレインズ・イースト・コーストとの短期的なマネジメント契約と国有の最終手段運行事業者による運行が検討された。
同年5月16日、最終手段運行事業者であるロンドン・ノース・イースタン・レールウェイが運行を引き継ぐことが発表され、ヴァージン・トレインズ・イースト・コーストは2018年6月23日を持って営業を終了した。

## 運営

### 定時性
終点に定時で到着した列車の割合を示すパブリック・パフォーマンス・メジャー（PPM）は2015年12月13日から2016年1月9日までの4週間で82.0％と全国平均の86.9%と比較して低かった。

### ストライキ
ワンマン運転の導入計画や200人近くの強制解雇計画、給与問題などに対し、全英鉄道・海事・輸送従事者組合は2016年8月、車両基地要員を除く労働者が参加する24時間のストライキを3回行うことを発表したが、これらは交渉の結果中止された。しかし、交渉の決裂により再度ストライキが計画され、同年10月3日の24時間にわたって実施された。翌2017年4月28日から29日にかけても48時間のストライキが計画されたが、交渉の「前進」により回避された。

### 運営権料
ヴァージン・トレインズ・イースト・コーストは先代のイースト・コーストよりも高い運営権料を支払うことを公約していたが、当初から減額するなど失敗し、最終的には運営権を返還するに至った。
通年で営業を行った初年である2016年には、ヴァージン・トレインズ・イースト・コーストは2億400万ポンドの運営権料を支払った。段階的に納入額が増える計画であったとはいえ、これは2014年にイースト・コーストが納めた2億3500ポンドを下回る値であった。

## 運行形態

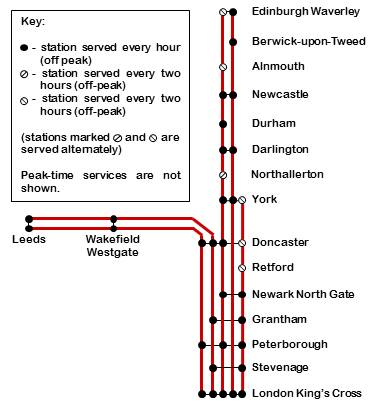
路線図

ヴァージン・トレインズ・イースト・コーストは運行列車をAからDの4つのグループに分類した。以下に平日オフピーク時の運行系統を示す。
|   | 区間                       | 区間                                       |                                                        | 毎時         |                              | 延長運転（本数は1日あたり） | 延長運転（本数は1日あたり） |
| - | -------------------------- | ------------------------------------------ | ------------------------------------------------------ | ------------ | ---------------------------- | --------------------------- | --------------------------- |
| A | ロンドン・キングス・クロス | リーズ（英語版・街）                       |                                                        | 2本          |                              | スキップトン（英語版・街）  | 1本                         |
| A | ロンドン・キングス・クロス | リーズ（英語版・街）                       | ブラッドフォード・フォースター・スクエア（英語版・街） | 2本          | 1本                          |                             |                             |
| A | ロンドン・キングス・クロス | リーズ（英語版・街）                       | ハロゲイト（英語版・街）                               | 2本          | 1本                          |                             |                             |
| B | ロンドン・キングス・クロス | エディンバラ・ウェイヴァリー               | 速達                                                   | 1本          |                              | インヴァネス（英語版・街）  | 1本                         |
| B | ロンドン・キングス・クロス | エディンバラ・ウェイヴァリー               | 速達                                                   | 1本          | スターリング（英語版・街）   | 1本                         |                             |
| B | ロンドン・キングス・クロス | エディンバラ・ウェイヴァリー               | 速達                                                   | 1本          | アバディーン（英語版・街）   | 4本                         |                             |
| C | ロンドン・キングス・クロス | エディンバラ・ウェイヴァリー               | 準速達                                                 | 1本          |                              | グラスゴー・セントラル      | 1本                         |
| C | ロンドン・キングス・クロス | エディンバラ・ウェイヴァリー               | 準速達                                                 | 1本          | サンダーランド（英語版・街） | 1本                         |                             |
| D | ロンドン・キングス・クロス | ニューアーク・ノース・ゲート（英語版・街） |                                                        | 1本 （交互） |                              | リンカン（英語版・街）      | 1本                         |
| D | ロンドン・キングス・クロス | ヨーク（英語版・街）                       | ハル（英語版・街）                                     | 1本 （交互） | 1本                          |                             |                             |

### 愛称付き列車
| 名称                     | 区間                                          | 本数  | 備考                                                              |
| ------------------------ | --------------------------------------------- | ----- | ----------------------------------------------------------------- |
| フライング・スコッツマン | エディンバラ・ウェイヴァリー→キングス・クロス | 1本   | 途中ニューカッスル（英語版・街）にのみ停車する最速達列車 南行のみ |
| ハイランド・チーフテン   | キングス・クロス - インヴァネス               | 1往復 | 最長距離列車                                                      |
| ノーザン・ライツ         | キングス・クロス - アバディーン               | 1往復 | アバディーン発着列車は他に3往復                                   |

### 変更点
2015年12月、スターリングとサンダーランド（初乗り入れ）にそれぞれ1往復と夕方にハル→ドンカスターの列車が1本増便された。
2016年5月、ニューカッスル発着列車の一部がエディンバラまで延伸され、両都市がほとんどの時間帯で毎時2本の列車で結ばれるようになった。同年12月にはモーペス（英語版・街）への停車列車が増加した。
2017年12月、土曜日に24本の列車が増便され、合計が平日と6本差の151本となった。また、平日にはヨークを4:40に発車し、キングス・クロスに7:00に到着する列車が運行を開始した。

## 車両
ヴァージン・トレインズ・イースト・コーストはイースト・コーストからインターシティ125とインターシティ225を引き継いだ。
運行開始から3日間でほとんどの先頭車にヴァージンのロゴが貼り付けられ、2015年11月までにすべての編成が赤を基調としたヴァージン・トレインズ塗装となった。続いてトイレの改装やシートモケットとカーペットの交換が行われ、2015年12月31日から更新を終えた編成が営業運転を開始した。内装の更新はインターシティ125で2016年8月までに、インターシティ225で2017年1月までに完了した。
2015年7月、インターシティ125が1本イースト・ミッドランズ・トレインズからの転属により増備された。
2016年9月、インターシティ225の動力車不足を補うため、ニューアーク・ノース・ゲート、ヨーク、リーズ発着列車向けにDBカーゴUKから90形電気機関車が3両借り入れられた。

### フランチャイズ終了時点での使用車両
| シリーズ          | 形式                 | 画像 | 最高速度         | 両数  | 備考       |
| ----------------- | -------------------- | ---- | ---------------- | ----- | ---------- |
| インターシティ125 | 43形ディーゼル機関車 |      | 125 mph 200 km/h | 32両  |            |
| インターシティ125 | マーク3客車          |      | 125 mph 200 km/h | 117両 |            |
| インターシティ225 | 90形電気機関車       |      | 110 mph 177 km/h | 3両   | 短期リース |
| インターシティ225 | 91形電気機関車       |      | 140 mph 225 km/h | 31両  |            |
| インターシティ225 | マーク4客車          |      | 140 mph 225 km/h | 302両 |            |
| インターシティ225 | DVT（制御荷物車）    |      | 140 mph 225 km/h | 31両  |            |

### 新型車両

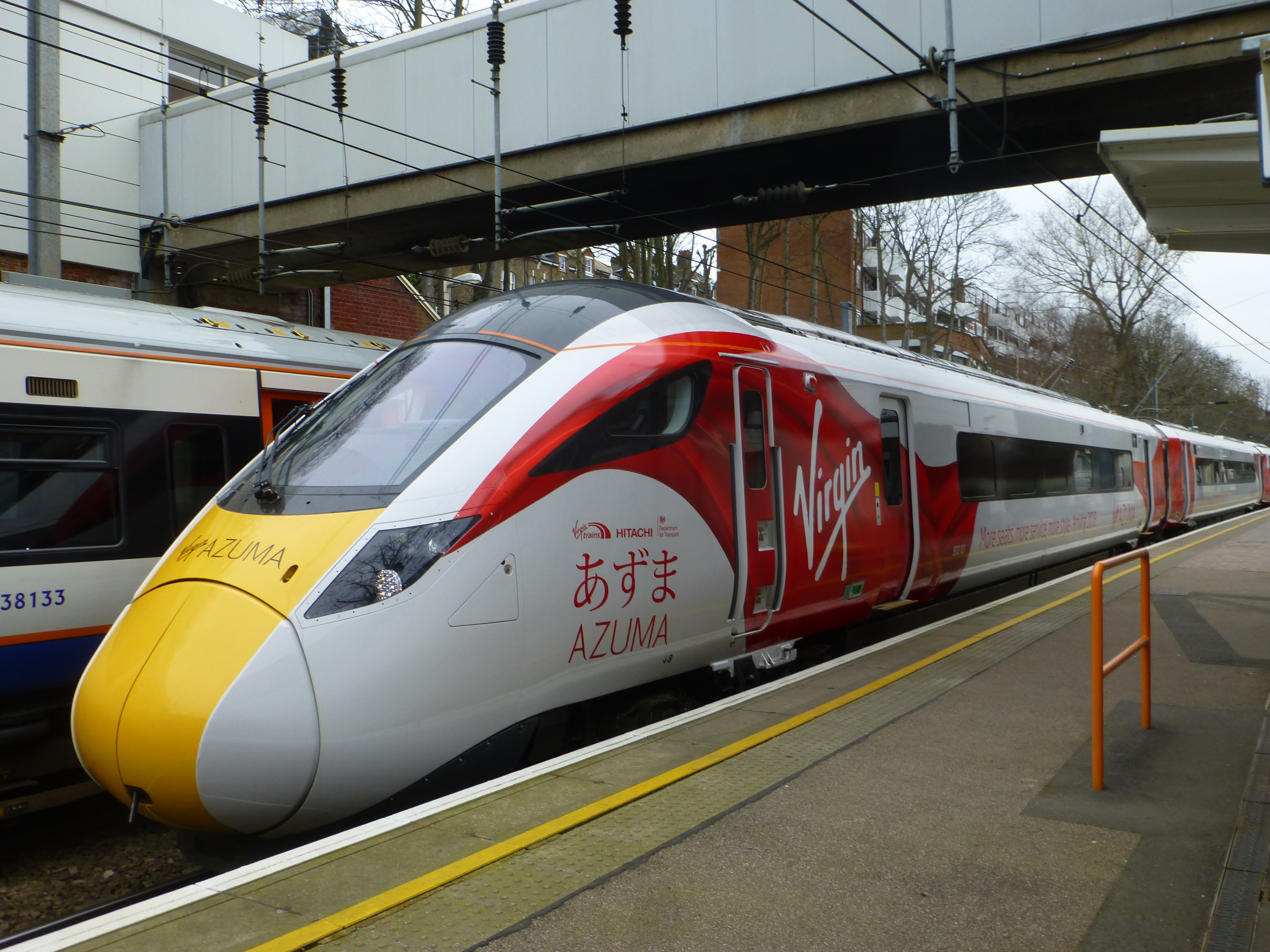
VTEC塗装の800形「あずま」

ヴァージン・トレインズ・イースト・コーストの営業期間中には、運輸省が主導するインターシティ・エクスプレス・プログラムによって導入される新型車両が営業運転を開始する予定であった。日立製作所製の800形バイモード車両5両編成10本・9両編成13本と801形電車5両編成12本・9両編成30本が投入されることになっており、2016年3月16日にヴァージン・トレインズ・イースト・コーストが行った報道公開では、東の和名にちなみ「あずま」と命名されることが発表された。2017年10月には2018年12月から営業運転を開始することが明らかになったが、ヴァージン・トレインズ・イースト・コーストは2018年6月に営業を終了し、同社の下での営業運転はついに行われなかった。なお、800形・801形は後継のロンドン・ノース・イースタン・レールウェイによって予定より半年遅れて2019年5月15日に営業運転を開始した。この際、「あずま」の愛称は維持されている。

### 車両基地
ヴァージン・トレインズ・イースト・コーストは主に以下の4つの車両基地を使用していた。
- バウンズ・グリーン車両基地（英語版） - ロンドン
- ネヴィル・ヒル車両基地（英語版） - リーズ
- ヒートン車両基地（英語版） - ニューカッスル - DBカーゴUK（英語版）管理
- クレイゲンティニー車両基地（英語版） - エディンバラ - 塗装・重整備